# Šahbegovići
Šahbegovići (cyr. Шахбеговићи) – wieś w Bośni i Hercegowinie, w Republice Serbskiej, w mieście Sarajewo Wschodnie, w gminie Sokolac. W 2013 roku liczyła 40 mieszkańców.